# Lorraine (Kansas)
Lorraine es una ciudad ubicada en el condado de Ellsworth en el estado estadounidense de Kansas. En el año 2010 tenía una población de 138 habitantes y una densidad poblacional de 230 personas por km².

## Geografía
Lorraine se encuentra ubicada en las coordenadas 38°34′11″N 98°19′3″O / 38.56972, -98.31750 (38.569623, -98.317467).

## Demografía
Según la Oficina del Censo en 2000 los ingresos medios por hogar en la localidad eran de $34,167 y los ingresos medios por familia eran $35,417. Los hombres tenían unos ingresos medios de $29,375 frente a los $17,813 para las mujeres. La renta per cápita para la localidad era de $13,576. Alrededor del 0% de la población estaban por debajo del umbral de pobreza.